# Bosnien BA08
BA08 var den åttonde bataljonen av de Svenska Bosnienbataljonenerna som Sverige bidrog med till de fredsbevarande styrkorna i Bosnien och Hercegovina.

## Allmänt
Förbandet sattes upp av Smålandsbrigaden (IB 12) i Eksjö Bataljonsstab (VN), stab- och trosskompani (XN) samt pansarskyttekompaniet (RN/B-Coy) grupperade på Camp Oden utanför Tuzla medan ett pansarskyttekompani (SN/C-Coy) grupperade på sin patrullbas Sierra Base utanför Gracanica. B-Coy ansvarade även för bemanningen av observationsplatsen, tillika relästationen B10 inne i Ozrenfickan.
Strax över 400 soldater ingick i den svenska styrkan.

## Förbandsdelar
- Bataljonschef: Öv Thore Bäckman
- Stab- och trosskompani: Chef B. Sjödahl
- B-Coy: Chef A. Magnusson
- C-Coy: Chef P. Sturm